# Myrmica karavajevi

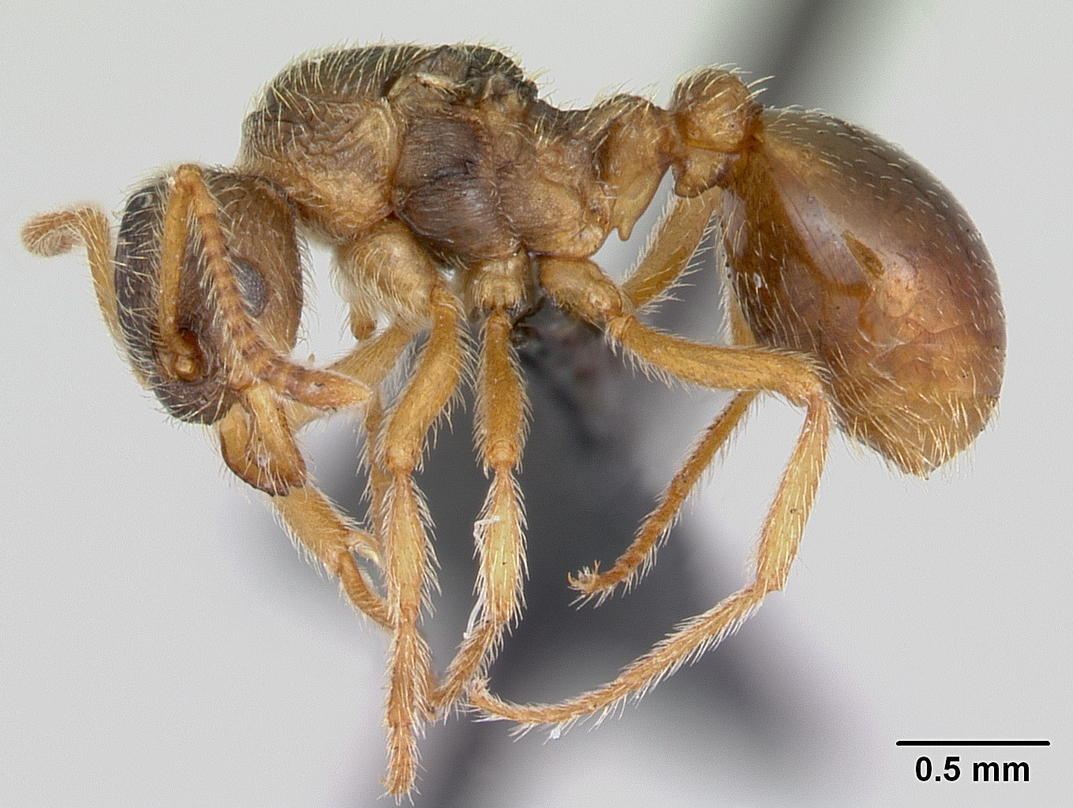
Самка, вид сбоку

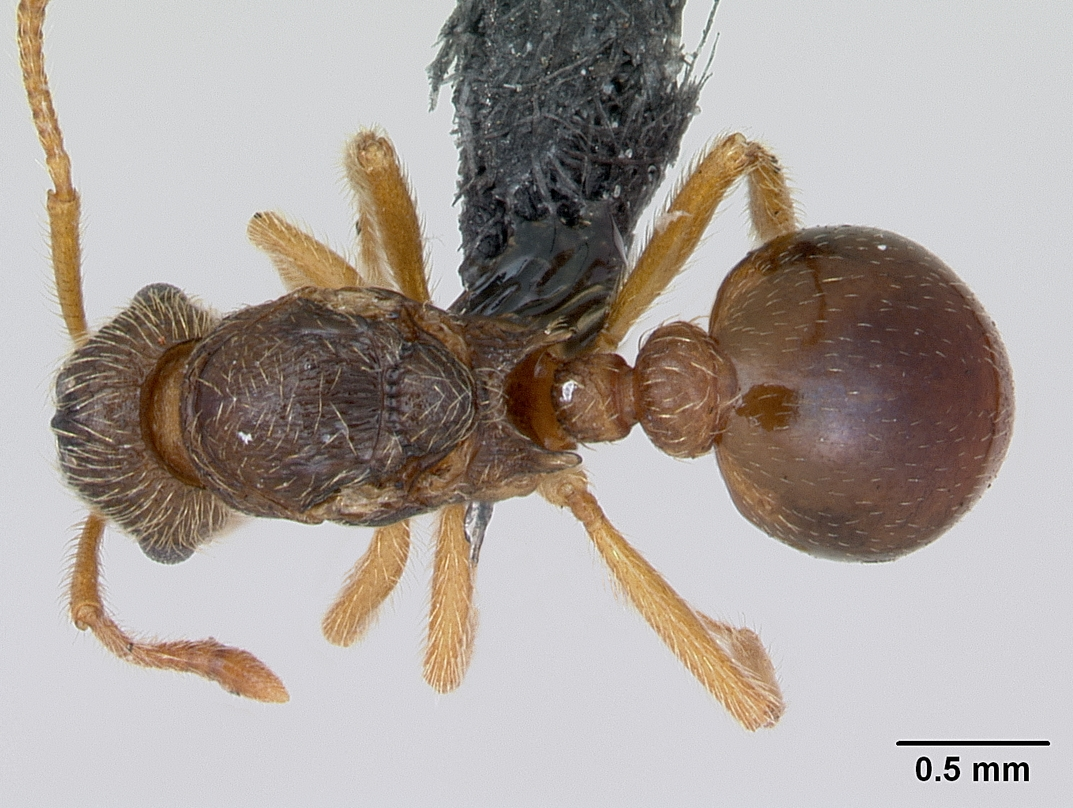
Самка, вид сверху

Myrmica karavajevi (лат.) — вид мелких муравьёв рода Myrmica.
Включён в списки редких и охраняемых животных в нескольких европейских странах: Великобритания (в  статусе Insu), Германия (в Северном Рейне-Вестфалии в статусе D), Польша (DD), Швеция (LC), Эстония (DD).

## Распространение
Центральная Европа: от Италии до Норвегии и от Франции до Швейцарии, Польши, Финляндии, Эстонии, Белоруссии, Молдовы, России и Украины включительно.

## Описание
Мелкие муравьи длиной около 4—5 мм. Заднегрудка с проподеальными шипиками. Петиоль и постпетиоль с нижним отростком. Скапус длинный, выходит за пределы затылочной части головы. Усики всех каст (самок и самцов) с одинаковым числом члеников: 12.

## Систематика
Этот вид был впервые описан советским энтомологом К. В. Арнольди в составе отдельного рода Symbiomyrma под названием Symbiomyrma karavajevi Arnoldi. В 1960—1980-х годах числился в составе рода Sifolina, который в 1988 году вместе с родом Symbiomyrma был синонимизирован с родом Myrmica. Затем в 1993 году восстановлен снова как самостоятельный род Symbiomyrma и в 2003 окончательно синонимизирован с родом Myrmica. Молекулярно-генетические исследования показали (Jansen et al., 2010), что это древнейший инквилин среди Мирмик, возраст которого составляет около 17 млн. лет.

### Синонимия
- Symbiomyrma karavajevi Arnoldi
- Sifolinia karavajevi Arnoldi
- Sifolinia pechei Samsinák

## Биология
Социальный паразит (рабочих особей нет), найден в гнёздах Myrmica scabrinodis, Myrmica sabuleti, Myrmica gallienii, Myrmica lonae. Матка паразита сосуществуют с маткой и рабочими хозяев. Брачный лёт в июле и августе.

## Этимология
Назван в честь советского и украинского энтомолога В. А. Караваева.